# 植木等ショー
『植木等ショー』（うえきひとしショー）は、1967年（昭和42年）7月6日から1968年（昭和43年）1月11日、および1968年（昭和43年）7月4日から12月26日までTBS系列局で放送されていた、TBS制作の公開バラエティ番組である。全51回。放送時間は第1期・第2期ともに毎週木曜 21:00 - 21:30 （日本標準時）。第1期途中の1967年10月5日放送分からカラー化されている。
植木等初の冠番組・ワンマンショーで、小林信彦が構成作家として参加していた。
後の2007年（平成19年）4月1日に同系列局で放送された植木の追悼特番では、TBSのライブラリーに残っていたこの番組の貴重な映像が公開された。オープニングとエンディングの音源はフィルムから引用されたもので、渡辺プロの関連CDに収録されている。

## ゲスト出演者

### 男性
- 青島幸男
- 榎本健一
- 緒形拳
- 加山雄三
- 北島三郎
- 坂本九
- ザ・ドリフターズ
- 藤田まこと
- 横山やすし・西川きよし
- スパイダース
- 大橋巨泉
- 前田武彦
- ジャッキー吉川とブルーコメッツ
- 左とん平
- 平尾昌晃
- なべおさみ
- ハナ肇とクレージーキャッツ
- 堺駿二
- 山本直純
- 保積ぺぺ
- 小松政夫
- 益田喜頓
- 鶴田浩二
- 世志凡太
- 西郷輝彦

### 女性
- 江利チエミ - 第1回ゲスト。
- ザ・ピーナッツ
- 水前寺清子
- ミヤコ蝶々
- 森光子
- 伊東ゆかり
- 梓みちよ
- 木の実ナナ
- 越路吹雪
- 中尾ミエ
- 浅丘ルリ子
- 吉永小百合
- 倍賞美津子
- 飯田蝶子
- 浜美枝
- 九重佑三子
- 由美かおる

## 現存映像
- 1995年にビデオとレーザーディスクで発売（2007年にDVDで再発売）された『クレージーキャッツ メモリアル』には、1967年12月28日放送分（東京交響楽団・クレージーキャッツゲストでラプソディ・イン・ブルーを用いた音楽コントが行われた）が収録されている。
- 2010年11月3日、植木が個人で所有していたフィルムから17本分が発掘され（2007年の追悼番組もこのフィルムをTBSがバックアップしたものから放送）、『植木等スーダラBOX』として発売された。内容は、17本分の映像の中から1967年12月28日放送分・1968年9月26日放送分・1968年11月21日放送分を全編収録し、その他の回から歌・コントをより抜き収録している。また、ハナ肇所有のビデオテープから発掘された『8時だョ!出発進行』の貴重な映像も同時収録している。